# Robert Renwick
Robert Renwick (* 21. Juli 1988 in Abu Dhabi, Vereinigte Arabische Emirate) ist ein britischer Schwimmer.

## Werdegang
Sein erster internationaler Auftritt war bei den Commonwealth Games 2006 in Melbourne. Dort gewann er mit der schottischen 4 × 200-m-Freistilstaffel Silber.
Bei den Kurzbahnweltmeisterschaften 2008 in Manchester gewann er mit der britischen 4 × 200-m-Freistilstaffel und neuem Europarekord die Silbermedaille. Außerdem konnte er sich die Bronzemedaille über die 400 m Freistil sichern.
Bei den britischen Schwimmmeisterschaften 2008 konnte er sich für die Olympischen Sommerspiele 2008 in Peking über die 200 m Freistil und für die 4 × 200-m-Freistilstaffel qualifizieren.
2010 siegte Renwick bei den Commonwealth Games in Neu-Delhi über 200 m Freistil und wurde mit der 4 × 200-m-Freistilstaffel Zweiter.
Bei den Weltmeisterschaften 2015 in Kasan gewann er mit der britischen 4 × 200-m-Freistilstaffel die Goldmedaille.
Renwick wird von Eileen Adams trainiert.

## Rekorde
| Europarekorde (1)                                               | Europarekorde (1) | Europarekorde (1) | Europarekorde (1) |
| --------------------------------------------------------------- | ----------------- | ----------------- | ----------------- |
| 4 × 200 m Freistil (Kurzbahn) (mit Carry, Hunter und Davenport) | 06:56,52 min      | 10. April 2008    | Manchester        |
| (Stand: 8. August 2008)                                         |                   |                   |                   |